# Pablo Iván Ríos
Pablo Iván Ríos (San Miguel de Tucumán, 12 de junio de 1970) es un pintor y dibujante como así también ilustrador y guionista de cómics argentino.

## Primeros años
A la edad de 5 años ganó su primer galardón. Sus padres lo habían enviado a comprar papas y tomates a una verdulería a la vuelta de su casa en el barrio de Villa Luján. Allí se encontró con que los chicos del barrio estaban pintando en el pavimento. Alguien lo anotó (porque en su manzana ya sabían que dibujaba) y pintó en un sector de la calle Mendoza casi esquina Juan José Paso de su ciudad. Al mediodía sus padres, que a esa altura lo buscaban desesperadamente, observaban atónitos que su hijo había ganado un certamen de pintura callejera llevado a cabo por el municipio de su ciudad y donde participaban jóvenes adolescentes hasta 13 años mayores que él. Pablo jamás había tocado un pincel ni menos aún una lata de esmalte sintético hasta ese momento.
En el momento de la premiación ocurrió que las autoridades lo vieron tan pequeño que, temiendo ser acusados de dar un premio a alguien tan pequeño, le otorgaron el primer lugar a un muchacho de 19 años que en realidad había obtenido el segundo lugar.
"Recuerdo esa mañana, el joven al que le dieron mi lugar era de apellido Chasampi y vivía al frente de mi casa, por la Paso. Le dieron un globo terráqueo magnífico y a mí un manual Kapelusz. Yo no sabía leer y me dieron un manual. Recuerdo a mi madre, orgullosa de mi, escribiendo en la primera hoja del manual la fecha y cómo lo había obtenido su hijo. Ese fue para mí el verdadero premio".
Después vinieron los peores días pues sobrevino el golpe militar y su padre que era un militante de izquierda tuvo más de un problema. Al año siguiente su madre se fue del hogar.
"No volví a verla ni a saber de ella. No hablamos más con mi padre. Pasarían muchos años hasta encontrarla nuevamente".
Creció con su padre. Ayudado por su abuela al principio y por una vecina que le daba de comer al mediodía, "doña Negrita".
En la Escuela Normal Juan Bautista Alberdi de su ciudad se encontró con una docente de plástica que lo apoyó, Ana María Cuezzo. "Esa mujer hizo por mí cosas que yo no comprendía y que parecían extraídas de una película a mi corto entender. Me sacaba de la hora de matemáticas para llevarme a dibujar a la sala de profesores. Me tenía una hoja preparada y me daba un café con leche con medialunas. Ella fue la primera persona en toda mi vida que me invitó una merienda. Yo tenía 9 años".
A los 11 años ganó la Medalla de Plata en el concurso internacional para niños en Hyvinkää, Finlandia. Su maestra lo había inscripto tiempo atrás. "Era un día que había acto escolar del 25 de mayo. Al entrar me saludaban los profesores que generalmente me reprochaban por indomable. Una maestra me besó. Yo no lo sabía, pues había salido en el diario esa mañana: había ganado el segundo premio en Finlandia. Yo había ido con la camiseta de San Martín abajo de mi delantal y las rayas rojas se transparentaban. Mis compañeros me prestaron una camisa, otro una corbata y me pusieron "decente" para que me entreguen el premio durante el acto".
En 1982 fue reconocido por la Dirección de Cultura por su participación con sus dibujos en Francia y desde allí siguió su carrera en el arte.

## Carrera artística
Obtuvo numerosos premios de diversa índole en el ámbito del dibujo y la pintura. Desde incontables premios durante la escuela secundaria hasta salones provinciales y nacionales.
Con el artista Walter Viltre desarrolló la revista La Pindonga en la Facultad de Artes de Tucumán en la década del 90. Hoy, una revista de culto, que mostraba el termómetro de los artistas que se estaban formando en ese momento.
Junto a José María Delgado (Sejo), a quien conoció a los 6 años en la Escuela Normal, y Andrés Garmendia desarrollaría en la década del 2000 la prestigiosa revista Papalú. La revista de historietas de mayor tirada sin apoyo del gobierno y de mayor notoriedad, tanto por su estilo desestructurado como por el nivel de los artistas que pasaron por ella.
En el Salón de Bellas Artes de París, sus pinturas recibieron la Medalla de Bronce 2015 y la Medalla de Plata en el 2016. Por sus méritos artísticos fue nombrado Miembro Asociado de la Sociedad Nacional de Bellas Artes de Francia, siendo el único argentino en ostentar tales distinciones en toda la historia de la plástica de su país. En 2018 sus pares pintores agrupados en Art Mondial lo nombraron Caballero Académico. Ha sido investido ciudadano destacado por el Municipio de su ciudad. La Honorable Legislatura de Tucumán lo ha reconocido por su trayectoria al igual que la Universidad Tecnológica Nacional Facultad Regional Tucumán, entre tantas otras instituciones. Es requerido como jurado y asesor artístico en numerosos eventos.
Vive y produce su obra en su taller en San Miguel de Tucumán.

## El Salón de París
"La primera vez que fui a Francia fue una odisea. No tenía dinero pues acababa de terminar de construir mi casa y pagué a todos los obreros y cancelé los materiales que había utilizado cuando llegó un mail avisándome que había sido elegido entre miles de participantes para entrar a la muestra final en el Salón de París. Mi esposa Elina me había inscripto en el concurso por mail".
"Busqué a Alejandro Esser, un amigo que trabajaba en el Museo Provincial, para que me acompañe. No quiso, argumentaba que había sacado a cuotas un aire acondicionado y que no tenía dinero, para él era una locura. Pedí un auspicio en Cultura de mi ciudad y no me dieron ni la hora. Entonces agarré el expediente rechazado de cultura y sabiendo que había un acto en casa de gobierno fui a buscar al Sr. Gobernador que estaba en un acto. Tres veces la policía me detuvo pero cada vez que lo hacían yo decía que el gobernador me esperaba y me escoltaron hasta su presencia".
El gobernador le prometió su ayuda pero llegado el momento de partir a Francia, el cheque no estaba firmado pues la autoridad estaba en Buenos Aires. Sus amigos del café Bernasconi le pagaron el viaje. Su amigo Alejandro Esser lo acompañó previa reprimenda de su padre que a gritos le recriminaba que debía ir.
Llegaron a una Francia en medio del caos de atentados terroristas, no tenían donde dormir, no sabían el idioma. Armaron el cuadro que llevaron enrollado en la intemperie y bajo la lluvia en pleno invierno. Fueron con bolsas de dormir para quedarse con los refugiados de la calle y sus compatriotas en París los albergaron hasta que llegaron a Casa Argentina en París. Llegaron al Museo de Louvre bajo el agua y llenos de barro porque se equivocaron de entrada y cruzaron por el Jardín de la Tullerías. “Estábamos mojados y llevamos la obra envuelta en una bolsa de consorcio negra que compramos en Buenos Aires. Al entrar al Louvre comenzamos a ver que había carros especiales que llevaban la obra de otros artistas, algunos marcaban la temperatura que tenían adentro las cajas. Era un desastre nuestra precaria situación, de pronto una mujer muy elegante se puso de pie y dijo: Monsieur Ríos estamos honrados de que haya cruzado el océano para estar con nosotros. Ser tratado así para mí fue de las mejores cosas que me había pasado en mi vida. Nos recibieron la obra y fuimos a comprar un kebab y lo partimos a la mitad pues no teníamos un euro para derrochar”.
Dos días después, su pintura “Chanchuli y las estrellas” ganó un premio.
“Todo parecía lejano e imposible pero a medida que aparecía un problema alguien nos ayudaba. Era como si una mano inmensa nos empujara todo el tiempo. Y yo sé de quién es esa mano”.

## Obra pictórica
En sus pinturas se definen frentes diferentes, siempre con reminiscencias de películas de ficción siendo el tema recurrente la condición humana y también su ciudad como centro del universo.

## Trayectoria

### France
2016 / Médaille d’argent, Pintura, “Salon des Beaux Arts”. Société Nationale des Beaux Arts.
Carrousel du Louvre, Paris.
2016 / Artiste devenu membre associé de la “Société Nationale des Beaux Arts”.
2015 / Médaille de bronce, Peinture, “Salon des Beaux Arts”. Société Nationale des Beaux Arts.
Carrousel du Louvre, Paris.

### Argentine
2014 / Premier Prix Peinture, “Artistas a la Mesa”. Plaza de Almas. Tucumán.
2014 / Premier Prix Peinture, "Prensa en el Arte por los Derechos Humanos". Museo Provincial de Bellas Artes Timoteo Navarro. Tucumán.
2013 / Mention spéciale Peinture, “Salón de Artes Visuales Día de la Milanesa”. Centro Cultural Juan
B. Terán, Universidad Nacional de Tucumán.
2013 / Mention d’Honneur Peinture, "Prensa en el Arte por los Derechos Humanos". Museo
Provincial de Bellas Artes “Timoteo Navarro”. Tucumán.
2012 / Premier Prix Peinture, “Salón Bicentenario de la Batalla de Tucumán”. Honorable Legislatura
de Tucumán.
2012 / Mention d’Honneur Peinture, "Prensa en el Arte por los Derechos Humanos". Museo
Provincial de Bellas Artes “Timoteo Navarro”. Tucumán.
2012 / Deuxième Prix “Salón Nacional de Dibujo”. Fundación Salas. Tucumán.
2012 / Mention d’Honneur Peinture, "Prensa en el Arte por los Derechos Humanos". Museo
Provincial de Bellas Artes “Timoteo Navarro”. Tucumán.
2011 / Mention d’Honneur Peinture, "Prensa en el Arte por los Derechos Humanos". Museo
Provincial de Bellas Artes “Timoteo Navarro”. Tucumán.
2010 / Troisième Prix Peinture “Salón Sembrando Arte”. Sociedad Rural de San Miguel de Tucumán. 2010 / Premier Prix du Public Peinture, “Salón Sembrando Arte”. Sociedad Rural de San Miguel de Tucumán.
2007 / Mention Spéciale “XXXVIº Salón de Tucumán Ámbito Nacional (Dibujo)”. Museo Provincial de
Bellas Artes “Timoteo Navarro”. Tucumán.
2007 / Lauréat Concours “Humor de Punta a Punta”, Historieta Integral. Secretaría de Cultura de la Nación.
2004 / Deuxième Prix, “I° Salón Nacional de Dibujo Sixto Aurelio Salas”. Tucumán. 2004 / Premier Prix Etudiants, Dessin, “UNICEF PEANT”. Tucumán.
1998 / Mention Catégorie Objet, “Salón Lino Enea Spilimbergo”. Tucumán.
1998 / Troisième Prix Catégorie Objet, “Salón Carlos María Navarro”. Universidad Nacional de Tucumán.
1997 / Mention Catégorie Objet, “Salón Carlos María Navarro”. Universidad Nacional de Tucumán.
Tucumán.
1991 / Premier prix “Dibujo Logo´s”. Tucumán.

### 1983 /Deuxième prix Peinture– catégorie enfants, Hyvinkaa. Finlande.
Expositions solos

### Argentine
2015 / “Cazarrecompensas”. Centro Cultural “Alberto Rougés”, Fundación “Miguel Lillo”. Tucumán. 2014 / “La Colgada”. Centro Cultural “Eugenio F. Virla”, Universidad Nacional de Tucumán.
2014 / “Pinturas”. Derechos Humanos. Delegación Tafí Viejo. Tucumán.
2014 / “Neo propuestas urbanas”. Universidad Tecnológica Nacional. Tucumán.
2013 / “Road Rage”. Centro Cultural “Eugenio F. Virla”, Universidad Nacional de Tucumán. 2008 / “Dibujos y Pinturas”. Centro Cultural “Ricardo Rojas”, Universidad Nacional de Tucumán.

### Norvège
2009 / “Pinturas”. Hole Art Center. Oslo, Noruega.

Expositions collectives

### France
2023/ “Salon des Beaux-Arts”. Société Nationale des Beaux-Arts. Carrousel du Louvre, Paris.
2017/ “Salon des Beaux-Arts”. Société Nationale des Beaux-Arts. Carrousel du Louvre, Paris. 2016 / “Salon des Beaux-Arts”. Société Nationale des Beaux-Arts. Carrousel du Louvre. Paris.  Médaille d’argent, Pintura, 
2016 / Galerie Mickael Marciano, Paris.
2015 / “Salon des Beaux-Arts”. Société Nationale des Beaux-Arts. Carrousel du Louvre. Paris. Médaille d’bronze, Pintura,

### Norvège
2009 / “Fifty fifty”. Gallery Hole Art Center. Oslo.

### Argentine
2016 / “Pinturas”. Club Cultural Árbol de Galeano. Tucumán. 2016 / “Ley de atracción”. Colegio de Ingenieros. Tucumán. 2016 / “Re-cortes”. Universidad Tecnológica Nacional. Tucumán. 2015 / “Arte Abasto 2015”. Tucumán.
2014 / “Encontrarte. Muestra multidisciplinaria”. Santiago del Estero. 2014 / “Pinturas”. Universidad Tecnológica Nacional. Tucumán.
2014 / “Pinturas”. Nuevo Espacio Córdoba. Córdoba.
2013 / “Pinturas. Grupo Se Alquila”. Galería Junín. Tucumán. 2013 / “Pinturas”. Kahlo. Espacio de Arte. Tucumán.
2012 / “Salón Regional de Pintura”. Fundación Cultural Santiago del Estero. Museo Provincial de Bellas Artes “Timoteo E. Navarro”. Tucumán.
2012 / “Salón Nacional Arte Contemporáneo”. Museo de la Universidad Nacional de Tucumán. 2012 y 2013 / “Intervenciones con el Grupo Se Alquila”. Tucumán.
2012 / “Compulsión. Pinturas”. Casa de la Cultura “Parque 9 de Julio”. Tucumán.
2012 / “Dibujados”. Design Hostel. Buenos Aires.
2012 / “Punto x Punto”. Iggy Espacio Cultural. Aguilares, Tucumán
2012 / “Cinco Sentidos. Pinturas”. Centro Cultural “Eugenio F. Virla”, Universidad Nacional de Tucumán”.
2011 / “Salón Regional de Pintura”. Fundación Cultural “Santiago del Estero”. Museo Provincial de Bellas Artes “Timoteo E. Navarro”. Tucumán.
2011 / “Salón Nacional de Pintura: Salud y Seguridad en el Trabajo”. Museo Argentino de La Plata.
Buenos Aires.
2011 / “De Vacaciones. Dibujos”. Morón, Buenos Aires.
2011 / “Dibujados. Buenos Aires”. Design Hostel. Buenos Aires.
2011 / “Intervenciones. Pintura”. Dirección de Artes Plásticas de Aguilares, Facultad de Artes de la
Universidad Nacional de Tucumán.
2011 / “Muestra fin de año. Amigos Artistas”. Monte Bello. Tucumán.
2009 / “Imaginario 2009. Dibujos”. Santiago del Estero.
2007 / “Concurso Nacional de Historietas e Ilustración. Cultura de la Nación”. Muestra itinerante por
Argentina.
2007 / “Declaración de los Derechos del Niño”. Amnesty International. Museo Provincial de Bellas
Artes “Timoteo Navarro”. Tucumán.
2007 / “Declaración de los Derechos del Niño”. Amnesty International. Fundación Vicente Lucci.
Tucumán.
2007 / “Muestra de Dibujos”. Museo Histórico Regional Municipal “Gabriel Cámpora Cervera”.
Salliqueló, Buenos Aires.
2007 / “Dibujos”. Museo “Benito Quinquela Martín”. La Boca, Buenos Aires.
2006 / “Declaración de los Derechos del Niño”. Amnesty International. Museo Provincial de Bellas Artes “Timoteo Navarro”. Tucumán.
2006 / “Dibujos y pinturas”. Museo Municipal de la Ciudad de Pergamino. Buenos Aires.
2006 / “Muestra de Dibujos”. Centro Cultural Sociedad Española de Casbas, Guaminí. Buenos Aires. 2005 / “Primera Feria de Arte y Cultura del NOA”. Fundación Vicente Lucci. Tucumán.
2005 / “Pinturas y dibujos”. Casa de Tucumán en Buenos Aires.

## Artiste membre de jury
2016 / “Encuentro con artistas en Jujuy: Clínica y devolución”. Grupo “Maleza”. Ledesma, Jujuy.
Argentine.
2015 / "Prensa en el Arte por los Derechos Humanos". Museo Provincial de Bellas Artes “Timoteo E. Navarro”. Tucumán. Argentine.
2015 / “Salón Interdisciplinario: Generarte”. Museo Provincial de Bellas Artes “Timoteo E. Navarro”.
Tucumán. Argentine.
2015 / “Salón de Pintura ATSA”. Tucumán. Argentine.
2015 / “Concurso de Carrozas Estudiantiles”. Municipalidad de Simoca. Tucumán. Argentine. 2015 / “Concurso de diseños: EPAM”. Universidad Nacional de Tucumán. Tucumán. Argentine. 2015 / “Salón Interdisciplinario de Artes Plásticas: Citrícola San Miguel”. Tucumán. Argentine